# Кнут Йоганнесен
Кнут Йоганнесен (норв. Knut „Kupper'n“ Johannesen; нар. 6 листопада 1933, Осло) — норвезький ковзаняр, дворазовий олімпійський чемпіон, призер Олімпійських ігор, чемпіон світу і Європи в класичному багатоборстві, багаторазовий рекордсмен світу.

## Спортивна кар'єра

### Світові рекорди
За час спортивної кар'єри Йоганнесен встановив чотири світових рекорда, при цьому самим відомим з них є час 15:46,6 на дистанції 10 000 м на Олімпійських іграх 1960. Йоганнесен першим з ковзанярів пробіг 10 000 м швидше ніж за 16 хвилин.
| забіг             | дата           | час     | місце      |
| ----------------- | -------------- | ------- | ---------- |
| 10000 м           | 27 лютого 1960 | 15:46,6 | Скво-Веллі |
| 3000 м            | 12 січня 1963  | 4:33,9  | Тенсберг   |
| Велика комбінація | 20 січня 1963  | 183,035 | Гамар      |
| 5000 м            | 26 січня 1963  | 7:37,8  | Осло       |